# Notoraja alisae
Notoraja alisae — вид хрящевых рыб рода Notoraja семейства Arhynchobatidae. Обитают в субтропических водах западной части Тихого океана. Встречаются на глубине до 1049 м. Их крупные, уплощённые грудные плавники образуют округлый диск со треугольным заострённым рылом. Максимальная зарегистрированная длина 54,5 см. Не являются объектом целевого промысла.

## Таксономия
Впервые вид был научно описан в 2012 году. Вид назван в честь французского исследовательского судна. Голотип представляет собой взрослого самца длиной 51,5 см, пойманного донным тралом в районе Норфолк Ридж (23°10′ ю. ш. 166°49′ в. д.) на глубине 870 м. Паратипы: самец длиной 34 см и самка длиной 49,2 см, пойманные там же на глубине 870—1049 м.

## Ареал
Эти скаты обитают в водах Новой Каледонии. Встречаются на глубине 870—1049 м.

## Описание
Широкие и плоские грудные плавники этих скатов образуют округлый диск с треугольным заострённым рылом.  На вентральной стороне диска расположены 5 жаберных щелей, ноздри и рот. На тонком хвосте имеются латеральные складки. У этих скатов 2 редуцированных спинных плавника и редуцированный хвостовой плавник. Ширина диска в 1,5—1,6 раз превосходит его длину (50,9—55,5 % и 43,8—45,7 % по отношению к длине тела соответственно). Длина головы по дорсальной стороне составляет 17,1—19,0 % длины тела. Расстояние между брызгальцами равно 6,2—6,7 %, а между ноздрями 7,0—8,5 % длины тела. Расстояние от кончика рыла до глаз в 2,7—3,1 раза превышает длину глаз и в 3,4—3,6 раз расстояние между глазами. Имеется один рудиментарный преорбитальный шип. Поверхность диска бархатистая, покрыта мелкой чешуёй. Хвост тонкий и длинный, бархатистый, без колючек. Ширина назального лоскута составляет 8,1—9,8 % длины тела. Передняя лопасть брюшных плавников короче задней. Окраска бледного серовато-коричневого цвета. Грудные плавники образованы 63 лучами. Количество позвонков 136—142. Максимальная зарегистрированная длина 54,5 см.

## Взаимодействие с человеком
Эти скаты не являются объектом целевого лова. Международный союз охраны природы ещё не оценил охранный статус вида.